# Ella Mae Morse
Ella Mae Morse (ur. 12 września 1924, zm. 16 października 1999) – amerykańska piosenkarka.

## Wyróżnienia
Posiada swoją gwiazdę na Hollywoodzkiej Alei Gwiazd.